# Governanti di Ragusa

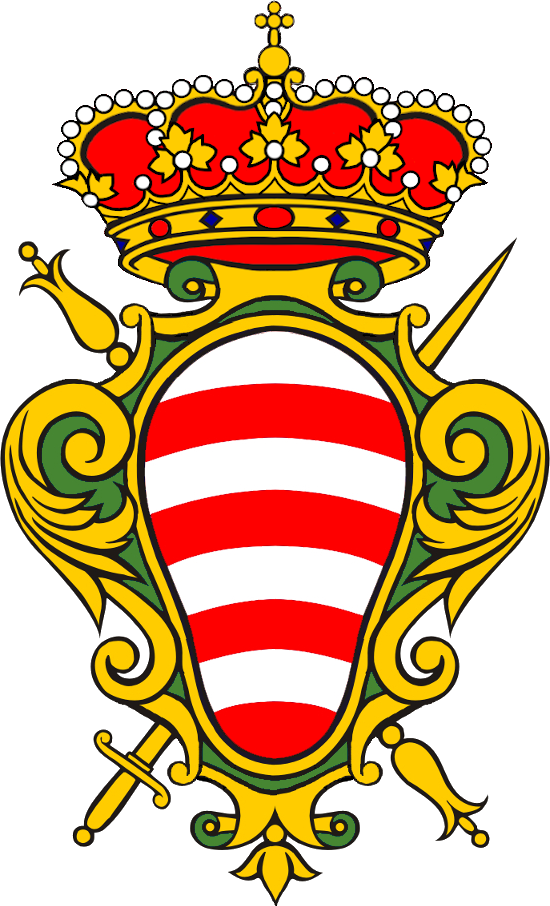
Stemma di Ragusa

Lo Speculum Maioris Consilii -  Rectores, conservato nell'Archivio di Stato di Ragusa, elenca 4397 rettori della Repubblica di Ragusa eletti tra il settembre 1440 ed il giugno 1806; di questi, due terzi appartenevano alle più antiche famiglie patrizie ragusee. Gli elenchi che seguono - relativi a questo periodo - sono da considerarsi molto parziali.

## Governatori bizantini (1023-1114)
- 1023-1036 Lampridio, preside (praeses), conte (comes) e giudice (iudex)
- 1036-1042 Gregorio, priore di Ragusa e Zara
- 1042-1044 Catacalone, stratego
- 1044-1072 Pietro Slabba, priore
- 1072-1114 Vitale Ventrano, conte e priore
- 1114 Drago de Gondola, conte e priore

## Governatori veneziani (1114-1172)
- 1114-1124 Marco Dandolo
- 1124-? Cristiano Pontestorto
- ?-? Jacopo Dorsoduro
- ?-1152 Pietro Molina
- 1152-1172 Tre governatori di cui non si è trovato il nome

## Visconti veneziani (1172-1180)
- 1172-? Rainieri, conte di Zane
- ?-? Falcone
- ?-1180 Trifone, conte di Cattaro

## Conti veneziani (1186-1194)
- 1186 - 1190 Gervasio
- 1190 - 1194 conte di cui non si è trovato il nome

## Conti di Ragusa in rappresentanza della Repubblica di Venezia (1205-1358)
Per oltre centoncinquant'anni la Repubblica di Venezia, detenne il controllo stabile di Ragusa. Per il controllo del territorio venivano periodicamente nominati dei conti con funzione di governatore. Essi erano quasi tutti di origine veneziana (salvo rarissime eccezioni) e molti di loro divennero in seguito dogi di Venezia.
- 1196 - 1198 Marino Morosini
- 1204 - 1206 Lorenzo Querini
- 1206 - 1207 Giovanni Dandolo (prima elezione)
- 1211 - 1215 Giovanni Dandolo (seconda elezione)
- 1217 - 1221 Giovanni Dandolo (terza elezione)
- 1221 - 1223 Damiano Guida
- 1223 - 1229 Zellovello
- 1229 - 1230 Giovanni Michieli
- 1230 Andrea Dauro
- 1230 - 1232 Giovanni Dandolo (quarta elezione)
- 1232 - 1232/33 Giovanni Dandolo (quinta elezione)
- 1232/1233 - 1235 Teodoro Croce e Petar Ballislav
- 1235 - 1237 Giovanni Tiepolo
- 1237 - 1239 Nicolo Tomistio e Andija Dobranc
- 1239 - 1249 Nicolo Tomistio
- 1249 - 1252 Marino De Giorgi (Marsilio)
- 1252 - 1260 Marco Dandolo
- 1260 - 1262 Giovanni Tiepolo
- 1262 - 1264 Tristano Pontestorto
- 1264 - 1266 Marino Contarino
- 1266 - 1268 Piero Tiepolo (prima elezione)
- 1268 - 1270 Iacomo Dossodoro
- 1270 - 1272 Marco Iustiniano (prima elezione)
- 1272 - 1273 Marino Badoer
- 1273 - 1275 Piero Tiepolo (seconda elezione)
- 1275 - 1277 Andrea Venier
- 1277 - 1278 Marco Iustiniano (seconda elezione)
- 1278 - 1279 Marco Geno
- 1279 - 1281 Niccolò Morosini (Mauriceni)
- 1281 Egidio Querini
- 1281 - 1283 Giovanni De Giorgi
- 1283 - 1284 Michele Morosini
- 1284 - 1286 Niccolò Querini
- 1285 - 1291 Andrea Dandolo
- 1291 - 1292 Marino Badoer
- 1292 - 1296 Marino Morosini
- 1296 - 1298 Marino Geni
- 1298 - 1299 Andrea Dauro (prima elezione)
- 1299 - 1301 Marco Cornaro (Corner)
- 1301 - 1302 Iacopo Candalmir
- 1302 Marino Badoer
- 1302 - 1305 Andrea Dauro (seconda elezione)
- 1305 - 1306 Benedetto Falliero
- 1306 - 1308 Andrea Dauro (terza elezione)
- 1308 - 1309 Bartolomeo Gradenigo (prima elezione)
- 1309 - 1311 Pietro Michieli
- 1311 Andrea Marcello
- 1311 - 1312 Bartolomeo Gradenigo (seconda elezione)
- 1312 - 1314 Pietro Geni
- 1314 - 1317 Paolo Morosini
- 1317 - 1318 Ugolino Iustiniano (prima elezione)
- 1318 - 1320 Bartolomeo Gradenigo (terza elezione)
- 1320 - 1322 Ludovico Morosini (prima elezione)
- 1322 - 1325 Paolo Trevisan
- 1325 Ugolino Iustiniano (seconda elezione)
- 1325 - 1327 Biagio Geni
- 1327 - 1328 Baldovino Dolfin
- 1328 - 1331 Ludovico Morosini (seconda elezione)
- 1331 - 1333 Niccolo Fallier
- 1333 - 1334 Cristoforo Geni
- 1334 - 1337 Iacopo Gradenigo
- 1337 - 1339 Filippo Belegno
- 1339 - 1342 Ugolino Iustiniano
- 1342 Giovanni Foscari
- 1342 - 1343 Leonardo Morosini (prima elezione)
- 1343 - 1346 Marco Morosini
- 1346 Leonardo Morosini (seconda elezione)
- 1346 Filippo Horio
- 1346 - 1348 Filippo Bellegno
- 1348 - 1350 Pietro Iustiniano
- 1350 - 1354 Niccolo Volpe
- 1354 Niccolò Barbarigo
- 1354 - 1358 Marco Soranzo (Superanzo)

## Rettori della Repubblica di Ragusa (1358-1808)
Sull'esempio della vicina Repubblica di Venezia, Ragusa, ottenuta l'indipendenza, istituì una forma di governo dogale definita Rettorato. Tutti rettori furono nobili (patrizi) ragusei eletti dal Consiglio Maggiore raguseo (dopo la serrata del 1332  - assemblea della nobiltà maschile ragusea con più di 21, dal 1667 - 18 anni; e supremo organo legislativo della Repubblica). Dal 1358 al 1808, per evitare che per un lungo periodo in carica un patrizio tentasse la via del potere personale, rettori durarono in carica un solo mese, di modo che la Repubblica contò lungo la sua storia oltre 5000 rettori. Tra parentesi sono indicati gli anni di rettorato.
La lista è grandemente incompleta.
Nel Trecento
- 1358 - ? Nicola de Sorgo
- 1370 - 1390 Marco de Bobali (eletto rettore per 3 volte)

Nel Quattrocento
- 1403 - 1417 Vittorio de Bobali

Nel Cinquecento
- 1500-1501 Giunio Andrea de Bobali e Simone de Benessa
- 1501-1502 ?Bernardo de Bona
- 1502-1503 ?
- 1503-1504 Giunio Andrea de Bobali e Simone de Benessa
- 1504-1505 ?
- 1505-1506 Francesco Andrea de Bobali
- 1506-1507 Giunio Andrea de Bobali
- 1507-1508 ?
- 1508-1509 ?
- 1509-1510 Luca de Bona e Antonio de Bona
- 1510-1511 ?
- 1511-1512 Antonio de Bona
- 1512-1513 ?
- 1514-1515 Antonio de Bona
- 1515-1516 ?
- 1516-1517 ?
- 1517-1518 Antonio de Bona
- 1518-1519 ?
- 1519-1520 ?
- 1520-1521 Antonio de Bona
- 1521-1522 Giacomo de Bona
- 1522-1523 Bartolo de Bona
- 1523-1524 Antonio de Bona e Giacomo de Bona
- 1524-1525 ?
- 1525-1526 Luiggi de Bona e Bartolo de Bona
- 1526-1527 Antonio de Bona e Giacomo de Bona
- 1527-1528 Luiggi de Bona
- 1528-1529 Matteo Francesco de Bobali
- 1529-1530 Luiggi de Bona e Francesco de Bona
- 1530-1531 Michele Giunio de Bobali
- 1531-1532 Damiano de Benessa e Francesco de Bona
- 1532-1533 Luiggi de Bona e Giacomo de Bona
- 1533-1534 ?
- 1534-1535 Damiano de Benessa, Matteo Francesco de Bobali, Luiggi de Bona e Francesco de Bona
- 1535-1536 Zuppano de Bona e Girolamo de Bona
- 1536-1537 Michele Simone de Bobali e Francesco de Bona
- 1537-1538 Damiano de Benessa e Matteo Francesco de Bobali
- 1538-1539 Francesco de Bona, Elio de Bona e Girolamo de Bona
- 1539-1540 Matteo Francesco de Bobali e Michele Simone de Bobali
- 1540-1541 ?
- 1541-1542 ?
- 1542-1543 Michele Giunio de Bobali
- 1543-1544 Matteo Francesco de Bobali
- 1544-1545 ?
- 1545-1546 Michele Simone de Bobali
- 1546-1547 Matteo Francesco de Bobali e Bernardo de Bona
- 1547-1548 Zuppano de Bona
- 1548-1549 ?
- 1549 Matteo Francesco de Bobali
- 1549 - ? Pasquale Francesco de Cerva
- ?-1555 Zuppano de Bona
- ?-1559 Geronimo Sigismondo de Bobali
- 1559 Giunio Michele de Bobali
- 1559-1560 Luciano de Bona (eletto rettore per 8 volte)
- 1561-1562 Giunio Michele de Bobali e Lorenzo Michele de Bobali
- 1562-1563 Simone de Bobali (eletto rettore per 3 volte)
- 1563-1564 ?
- 1564-1565 Lorenzo Michele de Bobali
- 1565 Giunio Michele de Bobali
- 1565-1567 ?
- 1567-1568 Nicolò Vito di Gozze (Niccolò Vitale de Gozze)
- 1568-1569 Giunio Michele de Bobali
- 1569-1570 Nicolò Vito di Gozze (Niccòlo Vitale de Gozze)
- 1570 Lorenzo Michele de Bobali
- 1570-1571 Jacopo Antonio de Benessa
- 1571-1572 Giunio Michele de Bobali
- 1572-1573 Jacopo Antonio de Benessa
- 1573-1575 Giunio Michele de Bobali
- 1575 Jacopo Antonio de Benessa
- 1575-1576 Nicolò Vito di Gozze (Niccolò Vitale de Gozze), Giorgio de Menze
- 1576-1577 Antonio de Bona, Geronimo de Ghetaldi
- 1577-1578 Natalis de Proculo
- 1578-1579 Jacopo Antonio de Benessa
- 1579-1580 Antonio de Bona, Vladimiro de Menze
- 1580 Luciano de Bona
- 1585-1586 ?
- 1586-1587 ?
- 1587-1588 Giovanni de Binciola
- 1588-1589 Matteo de Benessa, Pietro de Benessa, Aloysius de Saraca, Pietro de Cerva
- 1591 Geronimo de Buchia
- 1592 Aloysius de Saraca
- ?-? Francesco de Gondola

Nel Seicento
- 1611 Francesco de Caboga
- 1612 Biagio de Gondola
- 1651 Luciano de Caboga
- 1652 Luca de Sorgo
- 1653 Savino de Bona
- 1654 Francesco de Ghetaldi
- 1655 Marino de Proculo
- ?-1658 Giovanni Serafino de Bona (Ivan Bunić Vučić) (eletto rettore per 5 volte)
- 1660-? Luca de Gozze
- 1661 Marino de Proculo
- 1662 Francesco Sigismondo de Sorgo
- 1663 Benedetto de Bona
- 1664 Simone de Menze
- 1665 Luca de Resti
- 1667 Simone de Ghetaldi, Michele de Menze
- 1668 --------
- 1669 --------
- 1670 Marino de Sorgo
- 1671 Giovanni Matteo de Ghetaldi
- 1672 Geronimo de Menze
- 1680 Clemente de Menze
- 1681 Matteo de Bona
- 1682 Niccolò de Binciola
- 1683 Clemente de Menze
- ?-1684 Stefano de Tudisi, Sigismondo de Gondola
- ?-? Matteo de Gondola
- 1696-1700 Giovanni Sigismondo de Gondola

Nel Settecento
- 1703 Giunio de Gozze
- 1706 Giovanni de Menze
- 1707 Francesco de Tudisi
- 1708 Gunio de Gozze
- 1709 Giovanni de Menze
- 1710 Luca Marino de Sorgo
- 1726 Giovanni de Gozze
- 1727 Giovanni de Basilio
- 1728 Vladislavo de Sorgo
- 1729 Giovanni de Gozze
- 1730 Giunio de Resti
- 1761 Giovanni de Sorgo
- 1762 Matteo de Zamagna
- 1763 Michele de Zamagna, Balthazaro de Gozze
- 1764 Niccolò de Proculo
- 1765 Luca de Giorgi
- 1767 Antonio de Resti
- 1768 Savino de Giorgi
- 1769 Seraphino de Sorgo
- 1770 Marino de Natali, Giovanni Raffaele de Gozze
- 1773 Niccolò de Proculo
- 1774 Luca de Giorgi-Bona
- 1775 Martoliza de Bosdari
- 1776 Luca de Zamagna
- 1777 Balthazaro de Gozze
- 1797 Marino de Giorgi
- 1798 Giovanni de Basilio, Clemente de Menze, Antonio Marino de Caboga, Matteo de Zamagna

Nell'Ottocento
- 1800 Raffaele de Gozze, Marino de Bona
- 1801 Francesco de Gozze
- 1802 Matteo de Ghetaldi, Martolizza de Cerva
- 1808 Simone de Giorgi

## Governatori francesi (1806-1814)
La Repubblica di Ragusa fu occupata dai francesi nel 1806 ed annessa al napoleonico Regno d'Italia nel 1808, poi alle Province illiriche (1809-1813/1814).
- 1806-1807 Jacques Alexandre de Lauriston, comandante di Ragusa
- 1808 Charles René Bruère Desrivaux, governatore provvisorio francese del territorio della Repubblica di Ragusa abolita
- 1808-1814 Simone de Giorgi, podestà di Ragusa
- 1808-1810 Giovanni Domenico de Garagnin, provveditore ed amministratore di Ragusa, Curzola e Bocche di Cattaro nel Regno d'Italia, 1810-1811 intendente della Provincia di Ragusa (Ragusa, Curzola e Bocche di Cattaro) delle Province illiriche
- 1811-1812 Rouen des Malets, intendente provinciale
- 1812-1814 Baillardet de Laireinty, intendente provinciale

## Duchi di Ragusa (1808-1813)
Nel 1808 Auguste Frédéric Louis Viesse de Marmont ottenne il titolo di "duca di Ragusa" (duc de Raguse).
- 1808-1813 Auguste Frederic Louis Viesse de Marmont, per conto di Napoleone

## Rettori e Governatori austriaci di Ragusa (1813-1816)
Il territorio della Repubblica (abolita dai francesi nel 1808) fu occupato dall'Impero austriaco nel 1814 ed annesso allo stesso dopo il Congresso di Vienna, nel 1816 fece parte dell'austriaco Regno di Dalmazia.
- 1813-1814 Biagio de Caboga, governatore provvisorio di Ragusa,   1814-1816 intendente provvisorio austriaco di Ragusa
- 1813 Francesco de Bona, governatore provvisorio di Ragusavecchia
- 1813-1815 Girolamo de Natali, governatore provvisorio delle isole di Calamotta, Isola di Mezzo e Giuppana
- 1814 Giovanni de Caboga, Niccolò de Pozza-Sorgo, Niccolò de Giorgi, Francesco de Bona; commissione straordinaria eletta dall'ultima assemblea della nobiltà ragusea (Consiglio Maggiore)
- 1814-1815 Simone de Giorgi (seconda elezione), sindaco e podestà di Ragusa nell'Impero austriaco

## Famiglie patrizie
Ragusa come sopra detto era una repubblica aristocratica e tutti i poteri politici erano nelle mani dei patrizi maschi con più di 18 anni.
Le famiglie patrizie ragusee, secondo lo statuto del 1372 erano le seguenti. Con una croce (†) sono indicate le famiglie totalmente estinte o il cui ramo principale è estinto.
- Bassegli†
- Benessa†
- Binciola†
- Bobali†
- Bona
- Bonda†
- Buzignola†
- Caboga†
- Cerva†
- Croce†
- Giorgi
- Ghetaldi
- Gondola†
- Gozze
- Gradi†
- Martinusio†
- Menze†
- Palmotta†
- Pozza†
- Proculi†
- Prodanelli†
- Saraca
- Sorgo†
- Tudisi†
- Zamagna

Un secondo gruppo di nuove famiglie fu accettato nel patriziato dopo il disastroso terremoto del 1667:
- Bosdari
- Bucchia†
- Natali†
- Paoli†
- Ragnina†
- Resti†
- Slatarich†